# Боссен, Жан Клод
Жан Клод Боссен (фр. Jean Claude Baussain; 1771—1811) — французский военный деятель, полковник (1807 год), барон (1808 год), участник революционных и наполеоновских войн.

## Биография
Родился в деревне Велем в 30 км от Безансона семье землепашца Пьера Боссена (фр. Pierre Baussain; 1747—1826) и его супруги Катрины Лакруа (фр. Catherine Lacroix; 1753—1845). Был старшим из детей. 6 сентября 1791 года записался добровольцем от округа Гре в 1-й батальон волонтёров Верхней Соны и был избран сослуживцами сержантом. Уже 15 октября 1791 года стал младшим лейтенантом, а 26 декабря 1792 года – лейтенантом. Сражался в рядах Рейнской армии. 2 мая 1794 года его батальон в ходе амальгамы влился в состав 80-й полубригады. 5 мая 1794 года был произведён в капитаны. Сражался при Флёрюсе. Служил в кампаниях 1794-96 годов в Мозельской и Рейнско-Мозельской армиях. 5 мая 1796 года в ходе второй амальгамы 80-я полубригада влилась в состав 83-й полубригады линейной пехоты. Продолжил сражаться на территории Германии против австрийцев. 29 августа 1803 года стал командиром роты гренадер.
24 сентября 1803 года 83-я полубригада была расформирована Первым консулом, после чего два первых батальона данной полубригады влились в состав 3-го полка линейной пехоты полковника Мутона. В новом полку Боссен командовал 1-й гренадерской ротой 2-го батальона. Под началом полковника Шобера участвовал в кампании 1805 года в составе дивизии Леграна 4-го корпуса маршала Сульта Великой Армии. Отличился блестящими действиями 16 ноября в сражении при Холлабрунне, где штыковой атакой захватил деревню Грунд. 2 декабря покрыл себя славой и был ранен пулей в левое бедро при Аустерлице. Удостоился чести быть особо упомянутым в рапорте маршала Сульта: «Он продемонстрировал большие способности и большую храбрость», — сказал маршал, предлагая его в майоры.
21 декабря 1805 года стал командиром батальона 59-го полка линейной пехоты, который входил в состав пехотной дивизии генерала Малера 6-го корпуса маршала Нея. Участвовал в Прусской и Польской кампаних 1806-07 годов. Сражался при Йене и Эйлау.
10 февраля 1807 года получил звание полковника и возглавил 43-й полк линейной пехоты, сменив погибшего при Эйлау полковника Лемаруа. 43-й был частью легендарной дивизии генерала Сент-Илера, входившей в 4-й корпус. 26 мая 1807 года полк снял свои расквартирования и занял позицию на высотах с видом на город Либштадт. 10 июня сражался при Гейльсберге, где дивизия Сент-Илера, находившаяся в резерве, около 13:00 атаковала позиции русских в штыки. Вскоре французы были контратакованы и понесли большие потери. Полковник Боссен был серьёзно ранен пулей в правое плечо. 
После Фридландского сражения 43-й полк вместе с 14-м и 36-м полками составил гарнизон этого города. После Тильзитского мира, 12 июля 1807 года Наполеон устроил смотр полку, после чего он был выведен из состава дивизии Сент-Илера и вернулся во Францию. 5 февраля 1808 года после трёх месяцев марша достиг Булони. Затем 43-й полк вместе с одиннадцатью другими полками был направлен в Испанию. В первых числах июня 1808 года батальоны 43-го двинулись к временному лагерю, созданному в Понтиви в Бретани. Вечером 18 июля, прибыв в Плоэрмель, батальоны получили приказ идти на Байонну. 1 августа полк расположился там лагерем за пределами укреплений, а на следующий день две элитные роты из 3-го батальона направились в сторону Хондаррибии для усиления тамошнего гарнизона, находящегося под угрозой со стороны английского флота. 5 августа 43-й полк переправился через Пиренеи. Он усилил Армию Испании, которой командовал сам Наполеон, целью которой было разгромить испанцев после капитуляции французов в Байлене и Синтре. 43-й вместе с 51-м сформировал бригаду Годино, которая 7 августа находилась в Виттории в Испании. 16 августа полк двинулся в Бильбао, тогда ещё в разгар беспорядков. Испанцы вышли навстречу французам в двух километрах от города и были разгромлены в коротком, но ожесточённом бою, потеряв 1200 человек. С этого момента 43-й полк со своей бригадой был включён в состав резервной дивизии под командованием генерала Дессоля и прикреплена к 6-му корпусу Нея. 5 ноября Наполеон прибыл в Испанию и 10-го числа армия выступила в поход. 13-го числа приступил к действиям 6-й корпус Нея, в задачу которого входило продвижение в тыл противника справа. Однако, Ней не смог выполнить поставленную перед ним задачу, и разбитые испанцы смогли уйти. 6 января 1809 года в Мадриде 43-й вместе с дивизией Дессоля был передан непосредственно в распоряжение короля Жозефа. 
В июле 1809 года 43-й был рассредоточен по всей Испании: штаб и 1-й батальон располагались в Мадриде, 2-й в Буйрраго в центре хребта Гуадарама, 3-й образует депо в Агилар-дель-Кампо в провинции Сантандер, а 4-й разделён на небольшие отряды по 25–30 человек, разбросанные повсюду. В течение года полк участвовал в противопартизанских действиях сначала в этих регионах, а в конце года в Сеговии. Единственным примечательным событием этой операции было участие полка в битве при Оканье в ноябре, где, охраняя мосты за полем боя, он играл лишь пассивную роль. В последних числах декабря 1809 года 43-й получил приказ идти на Мадрид. 20 января 1810 года экспедиция отправилась оккупировать южную Испанию, находившуюся тогда в руках повстанцев. 43-й участвовал в нескольких боях в Сьерра-Морене, где потерял около двадцати человек убитыми и ранеными. Он оставался там, чтобы охранять скалы этой горы до Гвадалквивира, пока французская армия наступала на Хаэн и Кордову. По мере продвижения 43-й следует за ней на расстоянии. В конце февраля он располагается в районе Севильи и Ронды. В середине марта испанское восстание, ненадолго подавленное, внезапно возобновилось. 43-й, который тогда обеспечивал связь между Гранадой и Севильей, оккупировав Ронду, Эсиху и Осуму, в результате оказался изолированным партизанами. В течение двух лет полк оставался в одном и том же районе, занимая многочисленные мелкие посты и борясь с бандами: его служба заключалась в основном в сопровождении колонн, надзоре за дорогами, карательных рейдах против некоторых восставших деревень, где гражданское население поддерживало повстанцев. 2 мая 1810 года полк, приписанный к 4-му корпусу, перешёл под командование маршала Сульта, главнокомандующего Южной армией. 7 октября 43-й полк был включён во 2-ю бригаду Лиже-Белера в составе 1-й дивизии генерала Лагранжа. Полковник Боссен погиб при обороне Ронды от партизан 27 февраля 1811 года в 40 лет. Его титул барона указом присвоен младшему брату Симону Боссену (фр. Thérèse Simon Pierre Baussain; 1788—1812), который служил младшим лейтенантом в 43-м полку и погиб в битве при Алоре.

## Воинские звания
- Сержант (6 сентября 1791 года);
- Младший лейтенант (15 октября 1791 года);
- Лейтенант (26 декабря 1792 года);
- Капитан (5 мая 1794 года);
- Командир батальона (27 декабря 1805 года);
- Полковник (10 февраля 1807 года).

## Титулы
- Барон Боссен и Империи (фр. baron Baussain et de l'Empire; декрет от 19 марта 1808 года, патент подтверждён 27 июля 1808 года в Тулузе)[2][3].

## Награды
Легионер ордена Почётного легиона (5 августа 1804 года)
 Офицер ордена Почётного легиона (5 августа 1808 года)